# Ivan Mayewski
Ivan Mayewski (em bielorrusso: Iван Маеўскi, russo: Иван Маевский (Ivan Mayevskiy); Magdeburgo, 5 de maio de 1988) é um futebolista profissional bielorrusso nascido na Alemanha que joga como meio-campo. Atualmente, joga no Astana.[carece de fontes?]

## Carreira

### Clubes
Em janeiro de 2015, Mayewski foi contratado pelo clube polonês Zawisza Bydgoszcz.
Em 7 de julho de 2015, Mayewski foi transferido para o Anzhi Makhachkala em um contrato de três anos.
Em 26 de janeiro de 2017, Mayewski assinou contrato com o Astana. Em 20 de dezembro de 2019, Mayewski ampliou seu contrato para mais um ano pelo Astana, com opção de estender por mais outro ano.

### Internacional
Em 27 de março de 2015, Mayewski fez sua estreia internacional em uma eliminatória do Campeonato Europeu de Futebol de 2016 contra a Macedônia.

## Títulos
Minsk
- Copa da Bielorrússia de Futebol: 2012–13[carece de fontes?]

Astana
- Campeonato Cazaque de Futebol: 2017, 2018[carece de fontes?]
- Supercopa do Cazaquistão: 2018, 2019[carece de fontes?]